# Odrinski mir (1829)
Z odrinskim mirom se je končala rusko-turška vojna med cesarsko Rusijo in Osmanskim cesarstvom v letih 1828–29. Pogoji so bili ugodni za Rusijo, ki je dobila dostop do ustja Donave in novo ozemlje ob Črnem morju. Pogodba je odprla Dardanele za vsa trgovska plovila, Srbiji je podelila avtonomijo, Grčiji pa obljubila avtonomijo. Prav tako je Rusiji dovolila, da zasede Moldavijo in Vlaško, dokler Osmansko cesarstvo ne plača visoke odškodnine; te odškodnine so bile pozneje zmanjšane. Pogodbo sta 14. septembra 1829 v Odrinu podpisala ruski grof Aleksej Fjodorovič Orlov in Abdülkadir Bey iz Osmanskega cesarstva.